# Robert Benoist
Robert Marcel Charles Benoist (Auffargis, 20 marzo 1895 – Buchenwald, 11 settembre 1944) è stato un pilota automobilistico e partigiano francese.
Dopo aver servito nell'aeronautica militare nella prima guerra mondiale divenne un celebre campione automobilistico. Durante la seconda guerra mondiale prese parte alla Resistenza francese, venne catturato e giustiziato.

## Biografia
Figlio di Gaston Benoist, guardiacaccia della famiglia Rothschild, Robert Benoist nacque nella frazione di Saint-Benoît e prese contatto con i motori durante la prima guerra mondiale, quando venne assegnato all'aeronautica militare, conseguendo il brevetto di volo nel novembre 1915.

### Il pilota
Al termine del conflitto, iniziò la sua carriera di pilota d'automobili e motociclette che lo vedrà vittorioso nelle più importanti competizioni europee.
Dopo una prima esperienza di collaudatore con la De Marçay, colse alcune vittorie in sella alle moto Salmson e ritornò definitivamente alle quattro ruote, nel 1924, ingaggiato dalla Delage. L'anno successivo, in coppia con Albert Divo, vinse il Gran Premio di Francia, nell'edizione che fu segnata dalla tragica scomparsa di Antonio Ascari, a causa di un incidente.
Al volante della Delage 15 S8, nel 1927, riuscì a conquistare i "Grands Prix" di Francia, Italia, Spagna e Gran Bretagna, portando il titolo mondiale costruttori (il "mondiale piloti" ancora non esisteva) alla casa francese e ricevendo, per questa sua impresa, la Legion d'onore.
Nonostante il titolo conseguito, la Delage si ritirò dalle gare e, nel 1928, Benoist venne assunto come direttore del "Garage Banville", esclusivista parigino del marchio Bugatti. È con la squadra Bugatti che partecipò occasionalmente al Gran Premio di Spagna, svoltosi quell'anno a San Sebastián, classificandosi al 2º posto.
Nel 1929, in coppia con Attilio Marinoni, conquistò la 24 Ore di Spa, a bordo di una Alfa Romeo 6C 1750 ufficiale.
Al termine della stagione sospese l'attività di pilota per ritornare in seno alla Bugatti e, in seguito, divenirne il responsabile corse con l'incarico di preparare una vettura per vincere la 24 Ore di Le Mans, spezzando il dominio delle Alfa Romeo.
L'impegno fu coronato da successo nel 1937, riuscendo ad allestire una vincente "T57G" che egli stesso condusse al traguardo, in coppia con Jean-Pierre Wimille. Dopo questa vittoria, Benoist si ritirò definitivamente dalle competizioni, pur continuando a dirigere il reparto corse della Bugatti, fino al suo richiamo alle armi per la seconda guerra mondiale.

### Il partigiano
In seguito all'occupazione tedesca della Francia, Benoist fu coinvolto nelle attività di resistenza dall'amico e collega William Grover-Williams. Quest'ultimo, dopo un lungo addestramento in Inghilterra nelle scuole del SOE, era stato paracadutato in Francia nella primavera del 1942 per creare e dirigere la rete Chestnut, un'organizzazione di spionaggio e sabotaggio operante nella zona di Parigi. Benoist fornì al gruppo un nascondiglio per armi e rifornimenti nella sua proprietà di Auffargis.
Arrestato dalla Gestapo nel 1943, riuscì a fuggire, saltando dal veicolo che lo trasportava alla prigione, e raggiungere Londra, aiutato dai maquisard. Nell'ottobre del 1943 tornò in Francia per una nuova missione che porterà a termine senza intoppo, riparando in Inghilterra nel febbraio 1944.
Nel mese di giugno, durante la sua terza missione nella zona di Nantes, venne arrestato e subito trasferito nel campo di concentramento di Buchenwald, dove fu impiccato l'11 settembre 1944.